# Joaquín Gómez Peruyera
Joaquín Gómez Peruyera (Valle de Carranza, Vizcaya, 20 de diciembre de 1937- Santander, 2 de abril de 2013) fue un futbolista español que jugaba en la demarcación de defensa.

## Biografía
Joaquín Gómez debutó como futbolista profesional a los veinte años con el S. D. Rayo Cantabria, equipo filial del Real Racing Club de Santander, donde jugó durante cinco temporadas y siendo campeón de Tercera División de España en 1961, siendo cedido en la temporada 1959/60 al Jaca CF para poder cumplir su servicio militar llegando a coincidir con futbolistas como Vicente Miera y Nando Yosu. Posteriormente en 1961 fue subido al primer equipo, haciendo su debut en la Copa del Generalísimo el 8 de abril de 1962 contra el Real Zaragoza en el estadio de El Sardinero. Durante las cuatro temporadas en las que jugó para el equipo cántabro jugó un total de setenta partidos. Posteriormente fue traspasado a la Gimnástica de Torrelavega C. F., equipo en el que jugó durante tres temporadas. Tras su paso por el equipo cántabro fue fichado por el U. P. Langreo para jugar durante una temporada, retirándose del fútbol profesional tras la misma.

## Muerte
Joaquín Gómez falleció en Santander el 2 de abril de 2013 a la edad de 75 años.

## Clubes
| Club                          | País   | Año       |
| ----------------------------- | ------ | --------- |
| S. D. Rayo Cantabria          | España | 1957-1959 |
| Jaca C. F.                    | España | 1959-1960 |
| S. D. Rayo Cantabria          | España | 1960 1961 |
| Real Racing Club de Santander | España | 1961-1965 |
| Gimnástica de Torrelavega CF  | España | 1965-1968 |
| U. P. Langreo                 | España | 1968-1969 |

## Palmarés
- Tercera División de España (1960/61) - S. D. Rayo Cantabria